# Jatimulyo (Lebaksiu)
Jatimulyo is een bestuurslaag in het regentschap Tegal van de provincie Midden-Java, Indonesië. In 2010 telde Jatimulyo 5200 inwoners.